# Stuart Pankin
Stuart Pankin (* 8. April 1946 in Philadelphia, Pennsylvania) ist ein US-amerikanischer Schauspieler und Synchronsprecher.

## Leben
Pankin besuchte zunächst das private Dickinson College in Carlisle, Pennsylvania. Danach studierte er Theaterwissenschaft an der Columbia University und schloss sein Studium 1971 mit dem Master of Fine Arts ab. Bereits während seines Studiums spielte er Theater und hatte 1968 sein Off-Broadway-Debüt. Im Anschluss an sein Studium spielte er zunächst weiter Theater, unter anderem trat er beim New York Shakespeare Festival in Cymbeline, Timon von Athen und Richard III. auf. Sein Broadwaydebüt hatte er 1972 in Maria Stuart.
Mitte der 1970er Jahre begann seine Karriere in Film und Fernsehen. Nach einigen kleineren Rollen erhielt er 1977 eine der Serienhauptrollen in der kurzlebigen, von Aaron Spelling produzierten Sitcom California Okay. 1981 spielte er neben Chuck Norris, Christopher Lee und Richard Roundtree im Actionfilm Der Gigant. Eine größere Rolle in einem Blockbuster hatte er 1987, als er neben Michael Douglas und Glenn Close die Rolle des Jimmy verkörperte. Anfang bis Mitte der 1990er Jahre war er in Nebenrollen in einigen Hollywood-Produktionen wie Arachnophobia, Das Leben stinkt, Congo und Striptease zu sehen. In der letzten Staffel der Serie Falcon Crest hatte er die wiederkehrende Gastrolle des Jace Sampson. Eine kleine Nebenrolle hatte er 2011 im mit fünf Oscars ausgezeichneten Stummfilm The Artist.
Daneben trat Pankin seit den 1970er Jahren regelmäßig als Gaststar in so verschiedenen Fernsehserien wie Boomer, der Streuner, Golden Girls, Walker, Texas Ranger, Boston Legal und Desperate Housewives auf. Als Synchronsprecher war er zwischen 1991 und 1994 in der US-amerikanischen Originalversion von Jim Hensons Die Dinos als Familienvater Earl Sinclair zu hören. Zudem sprach er für verschiedene Zeichentrickserien wie Batman, Superman, Aladdin und Lilo & Stitch. Dem US-amerikanischen Fernsehpublikum ist er zudem als Anchorman Bob Charles in der HBO-Nachrichtensatire Not Necessarily the News und durch seine zahlreichen Auftritte als prominenter Gast in Spielshows wie der US-amerikanischen Originalversion von Die Pyramide bekannt.

## Privates
Stuart Pankin ist seit 1974 verheiratet, aus der Ehe ging ein Sohn hervor.

## Filmografie (Auswahl)

### Film
- 1979: Scavenger Hunt
- 1981: Der Gigant (An Eye for an Eye)
- 1981: Endstation Planet Erde (Earthbound)
- 1984: Triple Trouble (Irreconcilable Differences)
- 1987: Eine verhängnisvolle Affäre (Fatal Attraction)
- 1990: Arachnophobia
- 1991: Das Leben stinkt (Life Stinks)
- 1991: Mannequin 2 – Der Zauber geht weiter (Mannequin: On the Move)
- 1994: Daddy schafft sie alle (Father and Scout)
- 1994: Das Schweigen der Hammel (Il silenzio dei prosciutti)
- 1995: Congo (Congo)
- 1996: Striptease
- 1997: Dieser verflixte Kater (That Darn Cat)
- 1997: Liebling, jetzt haben wir uns geschrumpft (Honey, We Shrunk Ourselves)
- 2001: Crazy Love – Hoffnungslos verliebt (Chasing Destiny)
- 2004: Silly Movie 2.0 (Miss Cast Away)
- 2011: The Artist

### Fernsehen
- 1981: Boomer, der Streuner (Here's Boomer)
- 1981: CHiPs
- 1985: Agentin mit Herz (Scarecrow and Mrs. King)
- 1986: Golden Girls (The Golden Girls)
- 1989: Wer ist hier der Boss? (Who's the Boss?)
- 1989–1990: Falcon Crest
- 1991: Unter der Sonne Kaliforniens (Knots Landing)
- 1991–1994: Die Dinos (Dinosaurs) Earl
- 1996: Alle unter einem Dach (Mit den Waffen einer Frau als "Honest Bob")
- 1998: Ally McBeal
- 1998: Babylon 5: Der Fluss der Seelen (Babylon 5: The River of Souls)
- 1999: Walker, Texas Ranger
- 1999: Zenon, die kleine Heldin des 21sten Jahrhunderts (Zenon: Girl of the 21st Century)
- 2001: Malcolm mittendrin (Malcolm in the Middle)
- 2006: Boston Legal
- 2008: Zack & Cody an Bord (The Suite Life on Deck)
- 2011: Shake It Up – Tanzen ist alles (Shake It Up!)
- 2012: Desperate Housewives

## Broadway
- 1971: Mary Stuart
- 1972: The Crucible
- 1972: Twelfth Night
- 1972: Narrow Road to the Deep North

## Auszeichnungen
CableACE Award
- 1983: Nominierung in der Kategorie Actor in a Variety Program für Not Necessarily the News
- 1984: Nominierung in der Kategorie Actor in a Comedy or Music Program für Not Necessarily the News
- 1987: Auszeichnung in der Kategorie Actor in a Comedy Series für Not Necessarily the News
- 1989: Nominierung in der Kategorie Actor in a Comedy Series für Not Necessarily the News